# Indoor Pan American Cup
Der Indoor Pan American Cup ist die offizielle amerikanische Kontinentalmeisterschaft im Hallenhockey für Nationalmannschaften. Sie wird von der PAHF organisiert. Die erste Meisterschaft fand 2002 in Rockville, USA statt. Es gibt sowohl ein Damen- als auch ein Herrenturnier.

## Herren

### Endergebnis
| Jahr | Ort                     | Sieger             | Zweiter             | Dritter             | Vierter             | Fünfter   | Sechster  |
| ---- | ----------------------- | ------------------ | ------------------- | ------------------- | ------------------- | --------- | --------- |
| 2010 | Barquisimeto, Venezuela | Kanada             | Vereinigte Staaten  | Argentinien         | Trinidad und Tobago | Guyana    | Uruguay   |
| 2008 | San Juan, Argentinien   | Vereinigte Staaten | Argentinien         | Peru                | Uruguay             | Paraguay  | Mexiko    |
| 2005 | Kitchener, Kanada       | Kanada             | Trinidad und Tobago | Vereinigte Staaten  | Guyana              | Venezuela |           |
| 2004 | Valencia, Venezuela     | Kuba               | Vereinigte Staaten  | Venezuela           | Peru                |           |           |
| 2002 | Rockville, USA          | Kanada             | Vereinigte Staaten  | Trinidad und Tobago | Mexiko              | Brasilien | Venezuela |

### Medaillenspiegel
| Platz | Verband             | Siege | Zweiter | Dritter | Vierter | Fünfter | Sechster | Gesamt |
| ----- | ------------------- | ----- | ------- | ------- | ------- | ------- | -------- | ------ |
| 1     | Kanada              | 2     | 0       | 0       | 0       | 0       | 0        | 3      |
| 2     | Vereinigte Staaten  | 1     | 3       | 1       | 0       | 0       | 0        | 5      |
| 3     | Kuba                | 1     | 0       | 0       | 0       | 0       | 0        | 1      |
| 4     | Trinidad und Tobago | 0     | 1       | 1       | 1       | 0       | 0        | 3      |
| 5     | Argentinien         | 0     | 1       | 1       | 0       | 0       | 0        | 2      |
| 6     | Peru                | 0     | 0       | 1       | 1       | 0       | 0        | 2      |
| 7     | Venezuela           | 0     | 0       | 1       | 0       | 1       | 1        | 3      |
| 8     | Mexiko              | 0     | 0       | 0       | 1       | 0       | 1        | 2      |
| 9     | Guyana              | 0     | 0       | 0       | 1       | 1       | 0        | 2      |
| 10    | Uruguay             | 0     | 0       | 0       | 1       | 0       | 1        | 2      |
| 11    | Brasilien           | 0     | 0       | 0       | 0       | 1       | 0        | 1      |
|       | Paraguay            | 0     | 0       | 0       | 0       | 1       | 0        | 1      |

## Damen

### Endergebnis
| Jahr | Ort                     | Sieger              | Zweiter            | Dritter             | Vierter             | Fünfter | Sechster  |
| ---- | ----------------------- | ------------------- | ------------------ | ------------------- | ------------------- | ------- | --------- |
| 2010 | Barquisimeto, Venezuela | Argentinien         | Uruguay            | Vereinigte Staaten  | Trinidad und Tobago | Kanada  | Venezuela |
| 2008 | San Juan, Argentinien   | Argentinien         | Vereinigte Staaten | Mexiko              | Peru                | Chile   | Paraguay  |
| 2005 | Kitchener, Kanada       | Kanada              | Vereinigte Staaten | Trinidad und Tobago | Venezuela           |         |           |
| 2004 | Valencia, Venezuela     | Kuba                | Venezuela          |                     |                     |         |           |
| 2002 | Rockville, USA          | Trinidad und Tobago | Mexiko             | Vereinigte Staaten  | Venezuela           |         |           |

### Medaillenspiegel
| Platz | Verband             | Siege | Zweiter | Dritter | Vierter | Fünfter | Sechster | Gesamt |
| ----- | ------------------- | ----- | ------- | ------- | ------- | ------- | -------- | ------ |
| 1     | Argentinien         | 2     | 0       | 0       | 0       | 0       | 0        | 2      |
| 2     | Trinidad und Tobago | 1     | 0       | 1       | 1       | 0       | 0        | 3      |
| 3     | Kanada              | 1     | 0       | 0       | 0       | 1       | 0        | 2      |
| 4     | Kuba                | 1     | 0       | 0       | 0       | 0       | 0        | 1      |
| 5     | Vereinigte Staaten  | 0     | 2       | 2       | 0       | 0       | 0        | 4      |
| 6     | Mexiko              | 0     | 1       | 1       | 0       | 0       | 0        | 2      |
| 7     | Venezuela           | 0     | 1       | 0       | 2       | 0       | 1        | 4      |
| 8     | Uruguay             | 0     | 1       | 0       | 0       | 0       | 0        | 1      |
| 9     | Peru                | 0     | 0       | 0       | 1       | 0       | 0        | 1      |
| 10    | Chile               | 0     | 0       | 0       | 0       | 1       | 0        | 1      |
| 11    | Paraguay            | 0     | 0       | 0       | 0       | 0       | 1        | 1      |